# Флаг Мекленбурга-Передней Померании
Земля Германии Мекленбург-Передняя Померания имеет свои символы: флаг и герб.
Флаг принят 29 января 1991 года и представляет собой прямоугольное полотнище с полосами (сверху вниз) синего, белого, жёлтого, белого и красного цветов, с соотношением ширины 4:3:1:3:4.
На другом варианте флага герб Мекленбурга-Передней Померании не изображается, а изображаются в центре символы Мекленбурга (чёрная голова быка) слева и Передней Померании (красный грифон) справа.
Неофициально используются и флаги исторических областей. Для Мекленбурга используется исторический сине-жёлто-красный флаг с чёрной головой быка в центре, для Передней Померании — бело-голубой флаг.

## Флаги
- Исторический флаг Мекленбурга
- Флаг Мекленбурга
- Флаг Передней Померании